# خوخة أبي بكر (المسجد النبوي)

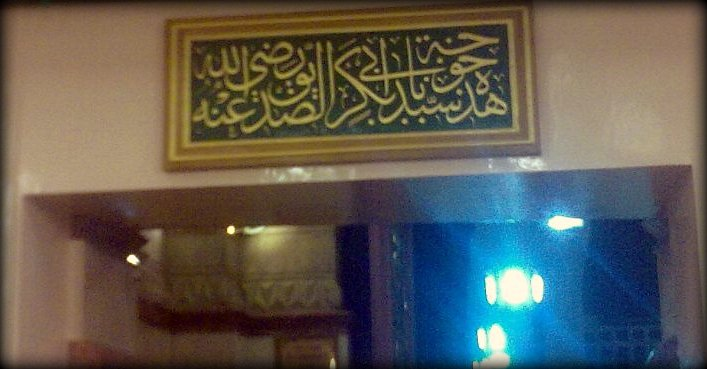
خوخة أبي بكر في المسجد النبوي

خوخة أبي بكر مدخل بلا باب ينفذ للجهة الغربية من المسجد النبوي في المدينة المنورة ويلي أبواب الصديّق حال دخول المسجد من تلك الجهة، ومعنى الخوخة: «باب صغير كالنافذة الكبيرة تكون بين بيتين ينصب عليها باب»، وخوخة أبي بكر الصديق هي الباب بين بيته وبين الجهة الغربية من المسجد النبوي بعد العمود الأخير من حد المسجد. أمر النبي محمد أن تبقى مفتوحة على المسجد، وذلك في خطبته قبيل وفاته سنة 11 هـ حيث روى أبو سعيد الخدري قائلاً:
| خوخة أبي بكر (المسجد النبوي) | أنّ رسول الله ﷺ جلس على المنبر فقال: «عبدٌ خيّره الله بين أن يؤتيه زهرة الدنيا وبين ما عنده، فاختار ما عنده»، فبكى أبو بكر وبكى فقال: «فديناك بآبائنا وأمهاتنا». قال فكان رسول الله ﷺ هو المخيَّر، وكان أبو بكر أعلمنا به. وقال رسول الله ﷺ: «إنّ أمنّ الناس عليّ في ماله وصحبته أبو بكر، ولو كنت متخذًا خليلاً، لاتخذت أبا بكر خليلاً، ولكن إخوة الإسلام. لا تبقين في المسجد خوخة إلا خوخة أبي بكر» | خوخة أبي بكر (المسجد النبوي) |

## وصلات خارجية
- وكالة الرئاسة العامة لشؤون المسجد النبوي نسخة محفوظة 1 يوليو 2014 على موقع واي باك مشين.
- بوابة الحرمين الشريفين: البث المباشر من المسجد النبوي
- أماكن ثلاثية الأبعاد: جولة في المسجد النبوي